# Francinaina Cirer Carbonell
Francinaina Cirer Carbonell, in religione Francesca Anna della Madre di Dio Addolorata (Sencelles, 1º giugno 1781 – Sencelles, 27 febbraio 1855), è stata una religiosa spagnola, fondatrice delle Suore di Carità di San Vincenzo de' Paoli di Maiorca. È stata beatificata da papa Giovanni Paolo II nel 1989.

## Il culto
La causa della beata fu introdotta il 4 dicembre 1940; il 21 marzo 1985 papa Giovanni Paolo II ha autorizzato la Congregazione delle Cause dei Santi a promulgare il decreto sulle virtù eroiche della religiosa.
Nel 1988 la Santa Sede ha riconosciuto l'autenticità di un miracolo attribuito all'intercessione della venerabile Cirer Carbonell.
È stata beatificata da papa Giovanni Paolo II il 1º ottobre 1989 in Piazza San Pietro a Roma; nella stessa cerimonia furono elevati all'onore degli altari i venerabili Geltrude Comensoli, Lorenzo Maria Salvi, Niceforo Díez Tejerina e compagni, martiri.
Il suo elogio si legge nel Martirologio romano al 27 febbraio, giorno della sua morte.